# جيسي بوميروي
جيسي هاردينج بوميروي (29 نوفمبر 1859 - 29 سبتمبر 1932) (بالإنجليزية: Jesse Harding Pomeroy) قاتل أمريكي، يعتبر أصغر شخص في تاريخ كومنولث ماساتشوستس يتم إدانته بالقتل من الدرجة الأولى. ارتكب جيسي جرائم بشعة ضد مجموعة من الأطفال وهو في عمر 11 عام، ولصغر سنه تم إرساله إلى مدرسة لإصلاح السلوك وكان من المتوقع إبقائه فيها ولكنه غادر منها في عمر 21 على حسن سيرته وسلوكه، وبعد ثلاث أعوام من إطلاق سراحه قال أنه قتل طفل يبلغ من العمر أربع سنوات، ولذلك تم الحكم عليه بالسجن مدى الحياة، وتوفي في السجن وهو في سن 72.